# Prosoplus tulagensis
Prosoplus tulagensis là một loài bọ cánh cứng trong họ Cerambycidae.